# Desa Watukarung
Desa Watukarung är en administrativ by i Indonesien.   Den ligger i provinsen Jawa Timur, i den västra delen av landet, 500 km öster om huvudstaden Jakarta. Desa Watukarung ligger vid sjöarna  Tlogo Pasiran Tlogo Bentis Tlogo Jambu och Tlogo Pelem.